# Trumped
Trumped (eigene Schreibweise Trumped!) war eine Hörfunksendung in den Vereinigten Staaten mit dem Milliardär und späteren US-Präsidenten Donald Trump. Sie wurde von Premiere Radio Networks produziert (Teil von Clear Channel Communications) und war vom 15. Juni 2004 bis 2008 werktäglich zu hören. Die Sendung wurde jeweils zur morgendlichen Hauptsendezeit („Morning Drive Time“ zwischen 6 und 10 Uhr) in mehr als 400 Radiosendern im gesamten Land ausgestrahlt.
Der Unternehmer kommentierte in der Regel zwischen 60 und 90 Sekunden lang Ereignisse aus den Bereichen Politik, Sport, Medien und Wirtschaft. Laut der Selbstdarstellung der Sendung ging es um „Tagesgeschehen, Popkultur und alles was dazwischen liegt, mit einer großzügigen Dosis Namedropping und bombastischem Ego, wie nur er es hinbekommt“.
Die Sendung wurde 2008 eingestellt; der genaue Zeitpunkt ist nicht zu ermitteln. Die Journalistin Mary Jo DiLonardo, die als Executive Producer auch die Redaktionsarbeit für die Sendung machte, gibt in ihrem Lebenslauf an, dass diese Tätigkeit bis Juni 2008 reichte.
Im Rahmen von Trumps Bewerbung für die US-Präsidentschaftswahl 2016 wurde die Sendung wieder in den Medien aufgegriffen, da Trump sich dort wiederholt in einer Weise über Frauen geäußert hatte, die viele als despektierlich bis chauvinistisch einschätzen und als ein wiederkehrendes Muster betrachten.